# Reinaldo Merlo
Reinaldo Carlos „Mostaza” Merlo (ur. 20 maja 1950 w Buenos Aires) – argentyński piłkarz występujący na pozycji defensywnego lub środkowego pomocnika, reprezentant Argentyny, trener piłkarski.